# Sophronica fusca
Sophronica fusca là một loài bọ cánh cứng trong họ Cerambycidae.